# Long Beach and Asbury Park Railway
| Long Beach and Asbury Park Railway                                          | Long Beach and Asbury Park Railway |
| --------------------------------------------------------------------------- | ---------------------------------- |
| “Disaster Comes to Long Beach Railway” (Los Angeles Herald, 23 August 1903) |                                    |
| Spurweite:                                                                  | 14½ Zoll / 368 mm                  |
|                                                                             |                                    |

Die Long Beach and Asbury Park Railway war eine profitable Parkeisenbahn mit der Spurweite von 14½ Zoll (368 mm), die von 1902 bis 21. August 1903 in Long Beach bei Los Angeles in Kalifornien in Betrieb war.

## Geschichte
Der Lokomotivführer John J. Coit verlegte die Gleise für die Parkeisenbahn zusammen mit seinen Freunden für 1.200 $. Er hatte früher als Mechanikermeister (Master Machinist) bei den Johnson Machine Works gearbeitet. Da er körperbehindert war, legte er bei seinen Lokomotivkonstruktionen auf Bedienfreundlichkeit größten Wert.
In der Nacht vom 21. auf den 22. August 1903 wurde das gesamte Gleisbett, die Schwellen und die Schienen durch eine ungewöhnlich hohe Springflut weggespült. Es handelte sich dabei um den höchsten bis dahin aufgezeichneten Wasserstand. Mit der gewonnenen Erfahrung baute John Coit die Bahn nicht neu auf, sondern baute stattdessen die Eastlake Park Scenic Railway (Eröffnung am 19. Mai 1904) und die Venice Miniature Railway (Eröffnung am 4. Juli 1905) mit der etwas größeren Spurbreite von 18 Zoll (457 mm).

## Lokomotive
Die konventionelle 4-6-0 Ten-wheeler Dampflokomotive wurde von H. M. Leach der Central Iron Works unter Coits Aufsicht hergestellt. Fünf Mitarbeiter benötigten vier Monate, um die Lokomotive herzustellen. Die Gesamtlänge von Lokomotive und Tender war 16 Fuß (4.877 mm). Die Höhe war 52 Zoll (1.321 mm) von der Schienenoberkante bis zur Oberkante des Schornsteins.
Das Gewicht der Lokomotive wurde über drei gekuppelte Treibachsen mit einem Durchmesser von 18¼ Zoll (463 mm) und zwei Vorlaufachsen mit kleineren Rädern in einem Drehgestell auf die Schienen übertragen. Der Kessel der Bauart Vanderbilt hatte einen Höchstdruck von 200 psi (13,8 bar). Er hatte 73 Halbzoll-Rauchrohre (mit 12,5 mm Durchmesser) die jeweils 41 Zoll (1.041 mm) lang waren. Der gesamte Zug war mit einer Westinghouse Straight Air Brake ausgestattet.